# Віктор Стенджер
Ві́ктор Сте́нджер (англ. Victor J. Stenger; 29 січня 1935, Бейонн, Нью-Джерсі — 27 серпня 2014) — американський астроном, фахівець в галузі фізики елементарних частинок, філософ, атеїст та автор книги «Бог: невдала гіпотеза» (2007). Книга є науково-пізнавальною та містить як наукові докази неіснування Бога, так і доказ, наприклад, можливості побудови нескінченної кількості Всесвітів за антропним принципом. Також у книзі є класифікація аргументів, наведених атеїстами на доказ того, що Бога не існує.

## Біографія
Народився 29 січня 1935 року в Бейонн (Нью-Джерсі). 1956 року одержав диплом бакалавра наук з «електричної інженерії» в Н'юаркському інженерному коледжі. Продовжив навчання в Каліфорнійському університеті (Лос-Анжелес), де 1963 року захистив докторську дисертацію з фізики.
Стенджер до 2000 року працював на фізичному факультеті університету Гаваїв, він є почесним професором цього закладу. Як гостьовий професор викладав у Гайдельберзькому та Оксфордському університетах. Працював у Лабораторії Резерфорда — Еплтона (Велика Британія), в Національному інституті ядерної фізики (Італія) та Флорентійському університеті. Працює професором філософії університету Колорадо.

## Доробок
Опублікував дванадцять книг з фізики, квантової механіки, космології, філософії, атеїзму, релігії та критики псевдонауки. Більшість книг було опубліковано видавництвом «Прометей».
З 1960-х років Стенджер досліджував властивості глюонів, кварків та нейтрино. Він був піонером у розробці концепції нейтринної асторномії та асторномії гамма-випромінювання. Брав участь у розробці нейтринного детектора Super-Kamiokande. Його праці підтвердили, що нейтрино має масу.
Стенджер відомий насамперед як прихильник філософського натуралізму, скептицизму та атеїзму. Він є одним з найвідоміших критиків псевдонаукової концепції розумного задуму та агресивного використання антропного принципу. На думку Стенджера такі концепції чи феномени, як свідомість та свобода волі можуть бути пояснені лише науковим чином, без допомоги містики та надприродного. Стенджер неодноразово виступав проти використання квантової механіки для підтвердження існування паранормальних та містичних «явищ».

## Публікації

### Монографії
- 1988. Not by Design: The Origin of the Universe. ISBN 0-87975-451-6
- 1990. Physics and Psychics: The Search for a World Beyond the Senses. ISBN 0-87975-575-X.
- 1995. The Unconscious Quantum: Metaphysics in Modern Physics and Cosmology. ISBN 1-57392-022-3.
- 2000. Timeless Reality: Symmetry, Simplicity, and Multiple Universes. ISBN 1-57392-859-3.
- 2003. Has Science Found God? The Latest Results in the Search for Purpose in the Universe. ISBN 1-59102-018-2.
- 2006. The Comprehensible Cosmos: Where Do the Laws of Physics Come From?. ISBN 1-59102-424-2.
- 2007. God: The Failed Hypothesis: How Science Shows that God Does Not Exist. ISBN 1-59102-481-1. New York Times bestseller.
- 2009. Quantum Gods: Creation, Chaos and the Search for Cosmic Consciousness. ISBN 1-59102-713-6.
- 2009. The New Atheism|The New Atheism: Taking a Stand for Science and Reason. ISBN 1-59102-751-9.
- 2011. The Fallacy of Fine-Tuning. ISBN 978-1-61614-443-2.
- 2012. God and the Folly of Faith: The Incompatibility of Science and Religion. ISBN 1-61614-599-4.
- 2013. God and the Atom: From Democritus to the Higgs Boson. IBSN 978-1-61614-753-2.

### Рецензовані статті
- 1964 (with W. E. Slater et al.), "K-N Interactions in the I=0 State at Low Energies, " Phys. Rev. 134, B1111. Publication of Stenger's Ph.D. thesis results.
- 1984, "The Production of Very High Energy Photons and Neutrinos from Cosmic Proton Sources, " Astrophys. J. 284, 810.
- 1985, "Photinos from Cosmic Sources, " Nature 317, 411.
- 1986, "The Extraterrestrial Flux Sensitivity of Underground and Undersea Muon Detectors, " Il Nuovo Cimento 9C, 479.
- 1990, "The Universe: the ultimate free lunch, " European Journal of Physics 11: 236-43.
- 1999, "The Physics of 'Alternative Medicine': Bioenergetic Fields, " The Scientific Review of Alternative Medicine, Vol. 3(1).
- 2000, "Natural Explanations for the Anthropic Coincidences, " Philo 3: 50-67.

### Інші статті
- 1993, The Myth of Quantum Consciousness, « The Humanist 53(13) [Архівовано 6 червня 2011 у Wayback Machine.].
- 1996, „New Age Physics: Has Science Found the Path to the Ultimate?“ Free Inquiry 16(3): 7-11.
- 1996, „Cosmythology: Was the Universe Designed to Produce Us?“ Skeptic 4(2): 36-40.
- 1997, „Quantum Metaphysics.“» in Laurence Brown, Bernard C. Farr, and R. Joseph Hoffmann, eds., Modern Spiritualities. Amherst NY: Prometheus Books: 243-53. Also published in 1997, The Scientific Review of Alternative Medicine 1(1): 26-30.
- 1998/99, «Has Science Found God? [Архівовано 6 липня 2010 у Wayback Machine.]» Free Inquiry 19(1): 56-58.
- 1999, «The Physics of 'Alternative Medicine': Bioenergetic Fields» The Scientific Review of Alternative Medicine (SRAM) 3(1), 16-21.
- 1999, "The Anthropic Coincidences: A Natural Explanation, " Skeptical Intelligencer 3(3): 2-17.
- 1999, «Anthropic Design: Does the Cosmos Show Evidence of Purpose?» Skeptical Inquirer 23(4): 40-63.
- 1999, ""Energy Medicine, "" (with David Ramey, DVM) in Alternate Therapies in the Horse. New York: Howell Book House: 55-66.
- 2000, «The Pseudophysics of Therapeutic Touch» in Béla Scheiber and Carla Selby, eds., Therapeutic Touch. Amherst NY: Prometheus Books: 302-11.
- 2001, "Humanity in Time and Space, " Free Inquiry 21(2):42-69.
- 2001, "Time's Arrows Point Both Ways: The View From Nowhen, " Skeptic 8(4): 90-95.
- 2001, «The God of Falling Bodies [Архівовано 13 липня 2017 у Wayback Machine.]» Skeptical Inquirer 25(5): 46-49.
- 2001, «The Breath of God: Identifying Spiritual Force» in Skeptical Odysseys, Paul Kurtz, ed. Amherst NY: Prometheus Books: 363-74.
- 2003, «Anthropic Design: Does the Cosmos Show Evidence of Purpose?» in Kurtz, Paul, ed., Science and Religion: Are They Compatible? Amherst, NY: Prometheus Books: 47-49.
- 2003, "The Premise Keepers, " Free Inquiry 23(3).
- 2004, «Is the Universe Fine-Tuned for Us?» in Matt Young and Taner Edis, eds., Why Intelligent Design Fails: A Scientific Critique of the New Creationism. New Brunswick NJ: Rutgers University Press: 172-84.
- 2005, «Flew's Flawed Science [Архівовано 2 травня 2006 у Wayback Machine.]» Free Inquiry 25(2): 17-18.
- 2006, «The Scientific Case Against a God Who Created the Universe» in Michael Martin and Ricki Monnier, eds., The Improbability of God. Amherst NY: Prometheus Books.
- 2006, "Do Our Values Come from God? The Evidence Says No, " Free Inquiry 26(5): 42-45.
- 2007, «Physics, Cosmology, and the New Creationism» in Scientists Confront Creationism II. W.W. Norton.
- 2008, «Is the Brain a Quantum Device?» Skeptical Briefs 18(1)
- 2008, «Where Can God Act? The New Quantum Theology» Free Inquiry 28(5): 1-36.
- «Reality» and «Clock Time.» Entries for the International Encyclopedia of the Social Sciences, 2nd ed. Published by Macmillan Reference USA (Thomson Gale).
- "Time, Arrow of, " "Time, Asymmetry of, " "Time, Operational Definition of, " "Universe, Origin of, " "Planck time, " Time, Symmetry of, " «Time, Units of.» Entries for The Encyclopedia of Time Sage Publications.
- «Free Will and Autonomous Will», Skeptic 17(4), 2012 (15-19).